# Ataenogera argentifrons
Ataenogera argentifrons är en tvåvingeart som beskrevs av Hauser och Webb 2007. Ataenogera argentifrons ingår i släktet Ataenogera och familjen stilettflugor. Inga underarter finns listade.